# Пасажир з «Екватора»
«Пасажир з „Екватора“» — радянський дитячий художній фільм, знятий в 1968 році режисером Олександром Курочкіним.

## Сюжет
Юний плавець Ільмар вирушає теплоходом «Екватор» до піонерського табору, розташованого десь на березі Чорного моря. Випадково він стає свідком дивної події: один з пасажирів, іноземець (він же фокусник і «комерсант») містер Піпп таємно кидає в море підозрілий предмет (радіобуй). Піпп виявляє хлопчика і, побоюючись викриття, зіштовхує його за борт, проте на теплоході цього ніхто не помічає. Деякий час по тому вожатий піонерського загону виявляє на березі штормового моря Ільмара, який не пам'ятає, як опинився у воді. Все виглядає так, як ніби він впав у воду з пірса. Незабаром Ільмару і його новим друзям з піонертабору належить знову зустрітися з таємничим іноземцем…

## У ролях
- Юрій Крюков —  Ільмар
- Юрій Пюсс —  Гленн
- В'ячеслав Цюпа —  Андре
- Віктор Морус —  Ігор
- Тетяна Горячкіна —  Галя
- Ігор Пушаков —  Таратута
- Сергій Макрідін —  Женька
- Михайло Волков —  Філіп Максимович Ключик, інженер-гідроакустик
- Олександр Мартинов —  Марат, вожатий
- Аріна Алейникова —  Наташа, медсестра
- Володимир Кенігсон —  Павло Олександрович Габуш
- Юрій Чекулаєв —  містер Піпп, пасажир-«комерсант»
- Микола Горлов —  «Лунь», старий
- Тамара Яренко —  Тамара Яківна Калініна, начальник піонертабору
- Леонід Довлатов —  лікар
- Леонід Окунєв — епізод
- Олена Камбурова —  виконання пісні «Маленький принц»

## Знімальна група
- Автор сценарію: Арнольд Негго
- Режисер:  Олександр Курочкін
- Оператор:  Юрій Малиновський
- Художник:  Марія Фатєєва
- Композитор:  Мікаел Тарівердієв
- Тексти пісень:  Микола Добронравов
- Звукооператор:  Борис Голєв
- Диригент:  Давид Штільман
- Пісню виконує: Олена Камбурова
- Постановка трюків:  Арутюн Акопян